# Owen Pallett

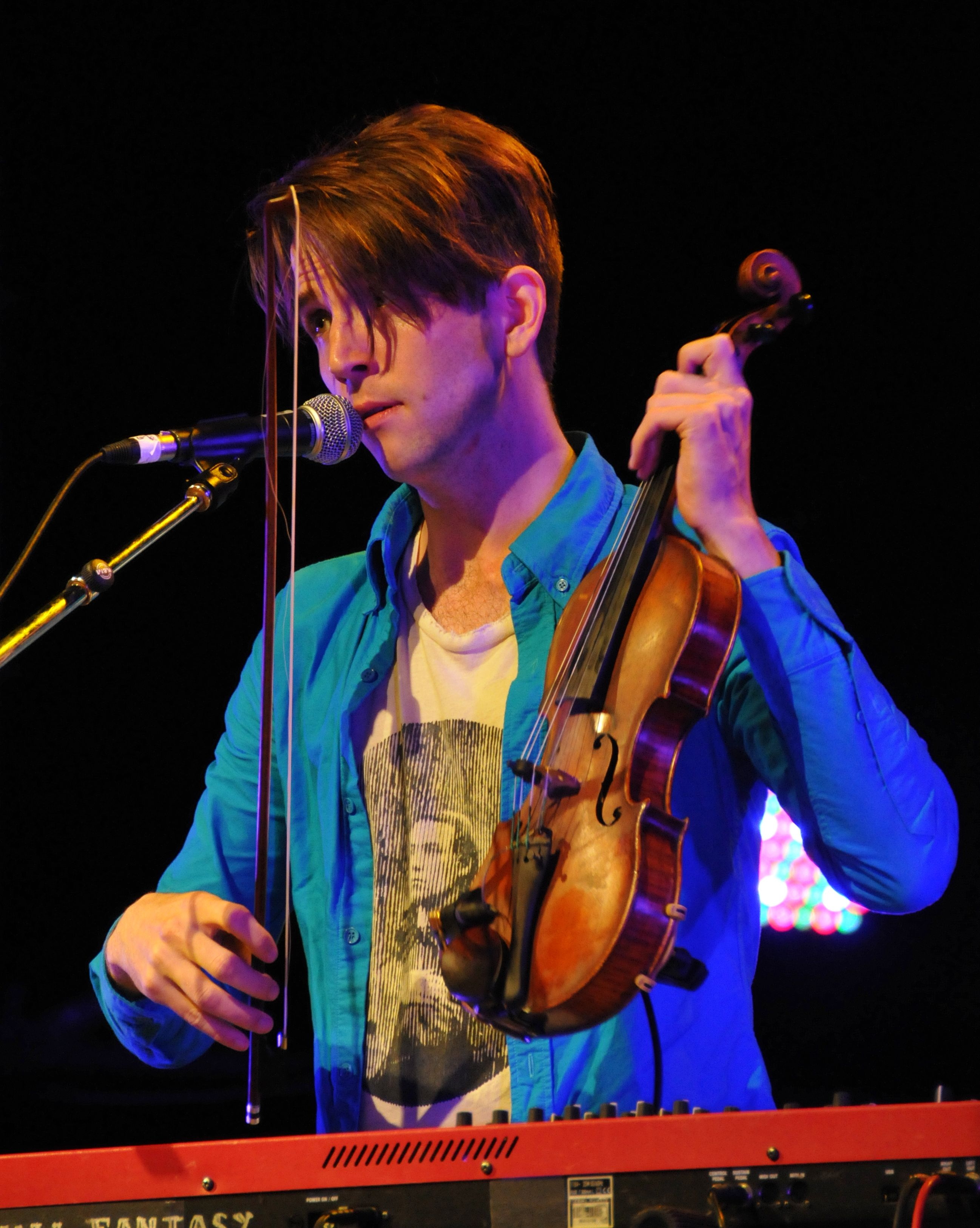
Pallett treedt op tijdens het Hillside Festival in 2009

Michael James Owen Pallett (Toronto, 7 september 1979) is een Canadese componist, violist en zanger uit Toronto, Ontario. Pallett won onder andere de Polaris Music Prize in 2006 met het album He Poos Clouds.
De zanger is vooral bekend uit de band Owen Pallett (voorheen Final Fantasy), wat in wezen een soloproject is, hoewel Leon Taheny ook vaak wordt genoemd als drummer.
De naam Final Fantasy was een eerbetoon aan de gelijknamige videospelserie, waar Pallett fan van is. Bij het uitbrengen van de CD Heartland, is de zanger echter van deze naam afgestapt en verdergegaan onder de eigen naam. Onder die naam bracht Owen Pallett sindsdien de albums In Conflict (2014) en Island (2020) uit.
Tijdens live-optredens maakt Owen Pallett vaak gebruik van een sound-over-soundtechniek met een loop pedal, in combinatie met vioolspel. Deze techniek wordt onder andere ook gebruikt door Andrew Bird, Liam Finn en Zoe Keating.
Pallett heeft, naast het maken van eigen werk, veel bijgedragen aan albums van andere artiesten, vaak als violist en arrangeur. Zo heeft de zanger onder andere viool gespeeld voor de Canadese band Arcade Fire. Daarnaast heeft Pallett bijdrages geleverd aan artiesten/bands als Beirut, Patrick Wolf, de Pet Shop Boys, The Last Shadow Puppets en The Luyas Pallett heeft ook medewerking verleend aan het album Take the crown van Robbie Williams (2012).

## Discografie

### Studioalbums
- Has a Good Home - 12 februari 2005
- He Poos Clouds - 15 mei 2006 (bekroond met de Polaris Music Prize)
- Heartland - 11 januari 2010
- In Conflict - 27 mei 2014
- Island - 22 mei 2020

### Ep's en singles
- Young Canadian Mothers - 10 maart 2006
- Many Lives → 49 MP - 29 mei 2006
- Alphabet Series: X - oktober 2007
- Spectrum, 14th Century - 30 september 2008
- Plays to Please - oktober 2008
- Lewis Takes Action - januari 2010
- Lewis Takes Off His Shirt - 29 maart 2010